# Asmate crassesignata
Asmate crassesignata är en fjärilsart som beskrevs av Barend J. Lempke 1952. Asmate crassesignata ingår i släktet Asmate och familjen mätare. Inga underarter finns listade i Catalogue of Life.